# Wapping
Wapping ( /ˈwɒpɪŋ/) es un distrito del Londres Este en el municipio de Tower Hamlets. La posición de Wapping, en la orilla norte del río Támesis, le ha dado un fuerte carácter marítimo, que conserva a través de sus pubs y escaleras junto al río, como la taberna Prospect of Whitby y las Escaleras de Wapping. También es el lugar donde está situado el establecimiento HMS President de la Marina Real británica en la orilla del río, y el emplazamiento del Tobacco Dock y del parque Memorial Rey Eduardo.
Muchos de los edificios originales fueron demolidos durante la construcción de los London Docks, y posteriormente Wapping sufrió graves daños debidos al blitz alemán durante la Segunda Guerra Mundial. A medida que los Docklands declinaron en la posguerra, el área se deterioró y las grandes naves y los almacenes quedaron vacíos. La suerte de la zona se transformó durante la década de 1980 gracias a la gestión de la London Docklands Development Corporation, cuando los suelos de las antiguas instalaciones comerciales comenzaron a ser ocupadas por pisos de lujo.
Rupert Murdoch trasladó sus instalaciones de impresión y publicación de News UK a Wapping en 1986, lo que resultó en una disputa sindical que se conoció como la "Batalla de Wapping".

## Historia

### Orígenes

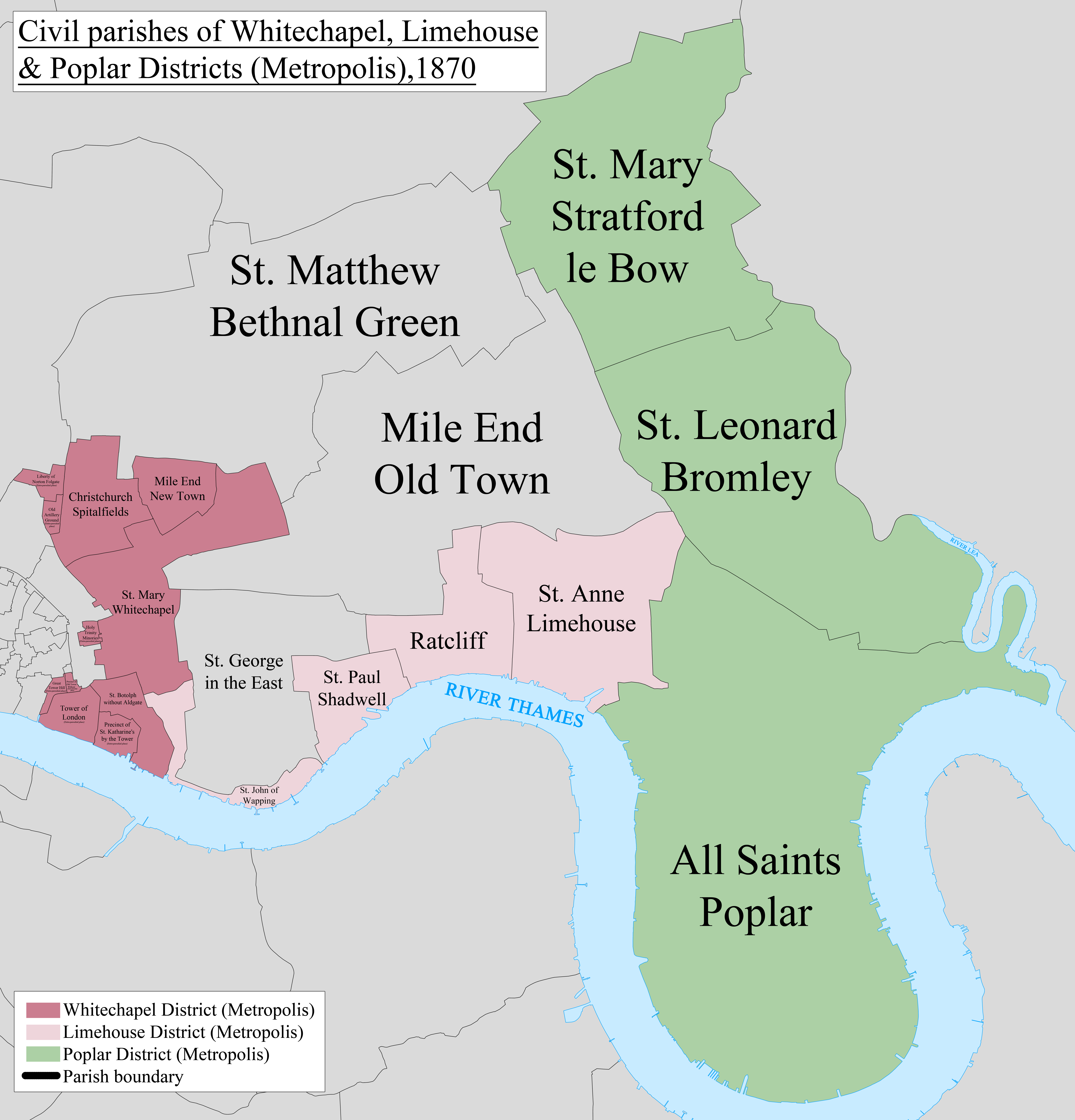
Wapping se componía de dos parroquias: St-George-en-el-Este y St John de Wapping

Anteriormente se creía que el topónimo Wapping denominaba a un asentamiento anglosajón vinculado al nombre de Waeppa ("el asentamiento del pueblo de Waeppa"). Pero estudios más recientes descartan esa teoría: gran parte del área era pantanosa, donde era poco probable que hubiera un antiguo asentamiento, y nunca se ha encontrado tal nombre. Ahora se piensa que el nombre puede derivar de wapol, un pantano.
Wapping fue históricamente parte del Señorío y la Parroquia de Stepney. En el siglo XVII formó dos aldeas autónomas, una aldea en este contexto se refiere a un área autónoma de una parroquia en lugar de un pequeño pueblo. El Hamlet del norte se conocía como Wapping-Stepney, ya que era la parte de Wapping dentro de Stepney, mientras que la parte junto al río se conocía como Wapping-Whitechapel ya que era la parte dentro de la parroquia de Whitechapel, una parroquia que anteriormente también formaba parte de la parroquia de Stepney.

Estos Hamlets más tarde se convirtieron en parroquias independientes, con "Wapping-Stepney" conocida como St-George-en-el-Este (en 1729) y "Wapping-Whitechapel" conocida como St John de Wapping (en 1694). Este último ocupaba una franja muy estrecha en casi toda la ribera de Wapping.

### Desarrollo junto al río
El drenaje de la zona pantanosa de Wapping y la consolidación de un muro de contención junto al río en el que se construyeron casas finalmente se lograron en 1600, después de que fracasaran los intentos anteriores. (Véase Encauzamiento de la marea del Támesis). El asentamiento se desarrolló en el terraplén de contención del río, rodeado por el río al sur y la zona pantanosa de Wapping, ya drenada, al norte. John Stow, un historiador del siglo XVI, lo describió como una "calle continua, o un paso estrecho sucio, con callejones de pequeñas viviendas o cabañas, construidas, habitadas por marineros dedicados a abastecer navíos". Se construyó una capilla de Juan el Bautista en 1617, y fue aquí donde se enterró a Thomas Rainsborough, un destacado político de la época de Oliver Cromwell. Wapping se constituyó como parroquia en 1694.
La proximidad de Wapping al río le dio un fuerte carácter marítimo durante siglos, hasta bien entrado el siglo XX. Allí habitaban marineros, fabricantes de masteleros, constructores de barcos y aparejos de vela, fabricantes de instrumentos náuticos, avitualladores y representantes de todos los demás oficios que apoyaban a la gente de mar. Wapping también era el lugar donde se ejecutaba en la horca a los piratas en un patíbulo construido cerca de la marca de agua baja. Los cuerpos quedaban colgados hasta que la marea los hubiera sumergido tres veces.

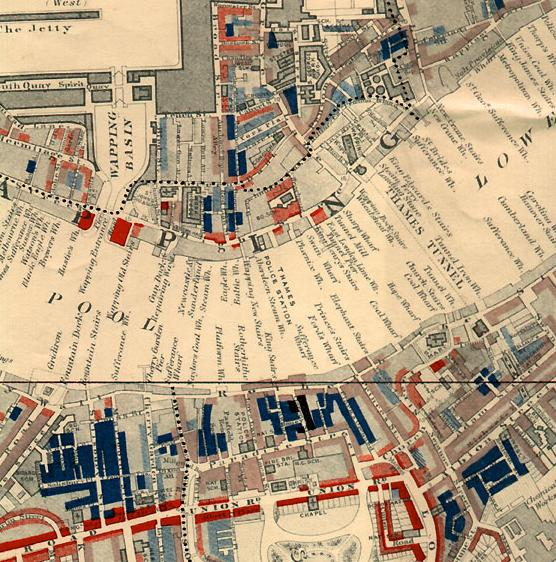
Parte del mapa de la pobreza elaborado por Charles Booth mostrando Wapping en 1889, publicado en la obra Vida y trabajo de la gente en Londres. Las áreas rojas son zonas "acomodadas"; las áreas azules son de "ingresos intermitentes u ocasionales", y las áreas negras son las de "clase más baja ... trabajadores ocasionales, vendedores ambulantes, holgazanes, delincuentes y semidelincuentes".

El Bell Inn, junto al muelle de ejecución, estaba dirigido por Samuel Batts, cuya hija, Elizabeth, se casó con James Cook en la Iglesia de Santa Margarita de Barking, Essex, el 21 de diciembre de 1762, después de que el capitán de la Marina Real británica se hospedara en la posada. La pareja inicialmente se instaló en Shadwell (Londres), asistiendo a la iglesia de San Pablo de Shadwell, pero luego se mudó a Mile End. Aunque tuvieron seis hijos juntos, gran parte de su vida matrimonial la pasaron separados, con Cook ausente en sus viajes y, después de su muerte en 1779 en la bahía de Kealakekua, su esposa sobrevivió hasta 1835.
Se dice que es la primera fuerza de policía marítima de Inglaterra fue formada en 1798 por el magistrado Patrick Colquhoun y un maestro marinero, John Harriott, para evitar el robo y el saqueo de los barcos anclados en el Pool of London y los tramos inferiores del río. Su base estaba (y sigue estando) en Wapping High Street y ahora se conoce como la Marine Support Unit. El Museo de la Policía del Támesis, dedicado a la historia de la Fuerza de Policía Marítima, se encuentra actualmente dentro de la sede de la Unidad de Apoyo Marítimo y está abierto al público con cita previa.

### Muelles de Londres
La fuerte vinculación marítima del área cambió radicalmente en el siglo XIX, cuando se construyeron los Muelles de Londres al norte y al oeste de High Street. La población de Wapping se desplomó en casi un 60% durante ese siglo, con muchas casas destruidas por la construcción de los muelles y almacenes gigantes en la orilla del río. Apretada entre los altos muros de los muelles y almacenes, la zona de la ribera quedó aislada del resto de Londres, aunque el Túnel del Támesis de Brunel hasta Rotherhithe proporcionó algo de alivio a la población. La apertura de la Estación del Metro de Wapping en la East London Line en 1869 proporcionó un enlace ferroviario directo con el resto de Londres.

### Tiempos modernos

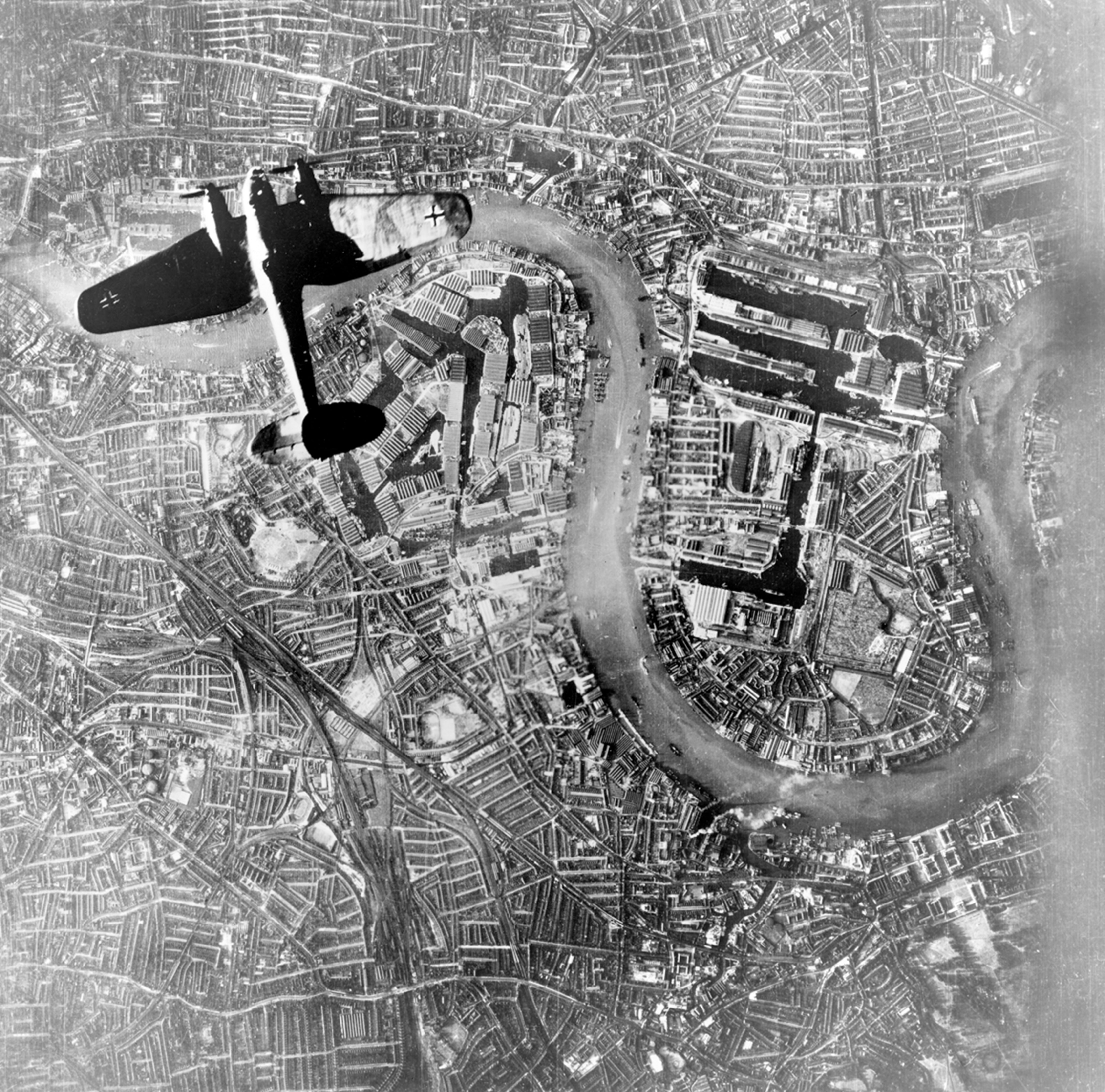
Un Heinkel He 111 alemán bombardeando los muelles de Surrey y Wapping en el East End de Londres (7 de septiembre de 1940)

Wapping fue devastado por los bombardeos alemanes durante la Segunda Guerra Mundial y su situación se estancó debido al cierre de los muelles después de la guerra. Siguió siendo un área deteriorada y abandonada hasta la década de 1980, cuando la zona fue transferida a la administración de la London Docklands Development Corporation, una organización auspiciada por el gobierno con la tarea de reconstruir los Docklands. Los muelles de Londres se rellenaron en gran parte y se remodelaron para poder alojar distintas actividades comerciales, industriales ligeras y residenciales.
La iglesia de St John de Wapping (1756) estaba ubicada en lo que ahora es Scandrett Street. Solo la torre y los muros exteriores sobrevivieron a los bombardeos durante la guerra y ahora su solar se ha transformado en viviendas.
En 1986, Rupert Murdoch de News UK construyó una nueva imprenta y servicio de publicaciones con un coste de 80 millones de libras esterlinas en el norte de Wapping. El lugar se convirtió en el escenario de violentas protestas, después de que las operaciones de News International en el Reino Unido se trasladaran de Fleet Street a Wapping, y más de 5000 trabajadores de la imprenta fueron despedidos cuando se introdujo la nueva tecnología.

## Disputa de Wapping
La "disputa de Wapping" o la "batalla de Wapping" fue, junto con huelga minera de 1984–85, un punto de inflexión significativo en la historia del movimiento sindical y de las relaciones laborales en el Reino Unido. Comenzó el 24 de enero de 1986, cuando unos 6.000 trabajadores de periódicos se declararon en huelga después de una prolongada negociación con su empleador, News UK (matriz de Times Newspapers y News Group Newspapers, y presidida por Rupert Murdoch). News International había construido y equipado clandestinamente una nueva planta de impresión para todas sus publicaciones en Wapping, y cuando los sindicatos de la imprenta anunciaron una huelga, activó esta nueva planta con la ayuda de la Unión Eléctrica, Electrónica, de Telecomunicaciones y Abastecimiento (EETPU).
La planta recibió el apodo de la "fortaleza de Wapping" cuando los trabajadores de la imprenta despedidos la sitiaron de manera efectiva, organizando piquetes y bloqueos las 24 horas del día en un intento finalmente fallido de frustrar la operación. En 2005, News International anunció su intención de trasladar los trabajos de impresión a imprentas regionales con sede en Broxbourne (la planta de impresión más grande del mundo, inaugurada en marzo de 2008), Liverpool y Glasgow. Sin embargo, se mantendría la redacción y se hablaría de remodelar el importante solar que ocupa la imprenta.

## Sociedad

### Puntos de referencia

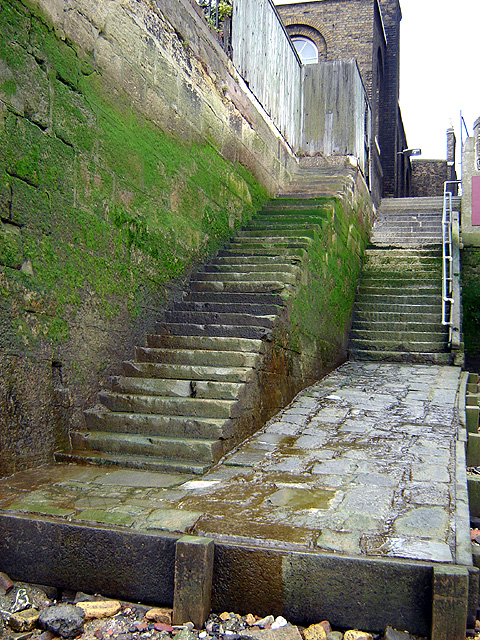
Antiguas Escaleras de Wapping

Quizás la mayor atracción de Wapping es la propia orilla del Támesis y las venerables tabernas que dan a ella. Varias escaleras de embarque, como Wapping Old Stairs y Pelican Stairs (por Prospect of Whitby) brindan acceso público a una zona litoral (ya que el Támesis está sujeto a las mareas en esta zona) llena de restos flotantes, desechos y fragmentos de las antiguas instalaciones en los muelles. El área es popular entre los arqueólogos aficionados y los cazadores de tesoros. Esta actividad se conoce como mudlarking, nombre derivado del término mudlark, que designaba a las personas dedicadas a la recogida de los restos de naufragios que llegaban a las orillas en los siglos XVIII y XIX.
St George en el Este en Cannon Street Road es una de las seis iglesias proyectadas por el arquitecto Nicholas Hawksmoor en Londres, y fue construida entre 1714 y 1729 con fondos de la Comisión para la Construcción de Cincuenta Iglesias Nuevas. La iglesia fue alcanzada por una bomba durante el blitz. El interior original fue destruido por el fuego, pero las paredes y las distintivas torres de "pimentero" permanecieron intactas. En 1964 se edificó un interior moderno dentro de los muros existentes para la congregación activa, y se construyó un nuevo suelo debajo de cada torre de esquina. Detrás de la iglesia se encuentra St George's Gardens, el cementerio original, que pasó al Ayuntamiento de Stepney para que lo mantuviera como parque público a mediados de la época victoriana. Al estallar la Segunda Guerra Mundial, la cripta de la iglesia se utilizó como Refugio antiaéreo y estaba completamente ocupado cuando cayó la bomba mencionada. No hubo víctimas y todos fueron evacuados de manera segura.
La iglesia de St John de  Wapping, la iglesia más antigua de la localidad, construida en 1756 por Joel Johnson, también fue alcanzada por una bomba durante la Segunda Guerra Mundial. Se conserva la distintiva torre con la parte superior de plomo y el antiguo cementerio es un parque público. Junto a la iglesia se encuentra St John's Old School, fundada c. 1695 para la nueva parroquia y reconstruida junto con la iglesia en 1756.

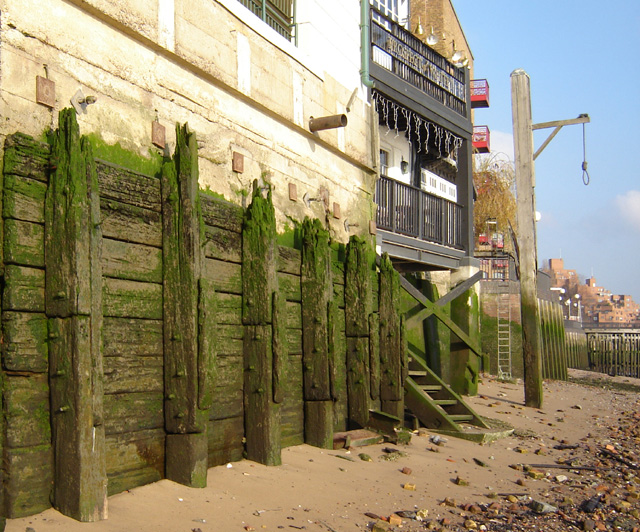
Aunque el Muelle de las Ejecuciones desapareció hace mucho tiempo, este patíbulo todavía se mantiene en la playa del Támesis por iniciativa de la taberna Prospect of Whitby

El "Muelle de las Ejecuciones" estaba ubicado en el río Támesis. Fue utilizado por el Almirantazgo durante más de 400 años (hasta 1830) para colgar a los piratas que habían sido declarados culpables y condenados a muerte. El Almirantazgo solo tenía jurisdicción sobre los delitos en el mar, por lo que el muelle estaba ubicado dentro de su jurisdicción, al estar ubicado lo suficientemente lejos de la costa como para estar más allá de la marca de marea baja. Se usó para ejecutar al notorio pirata William Kidd. Muchos prisioneros serían ejecutados juntos frente a una multitud de espectadores, después de haberlos hecho desfilar desde el Marshalsea a través del Puente de Londres y pasando por la Torre de Londres hasta el patíbulo.

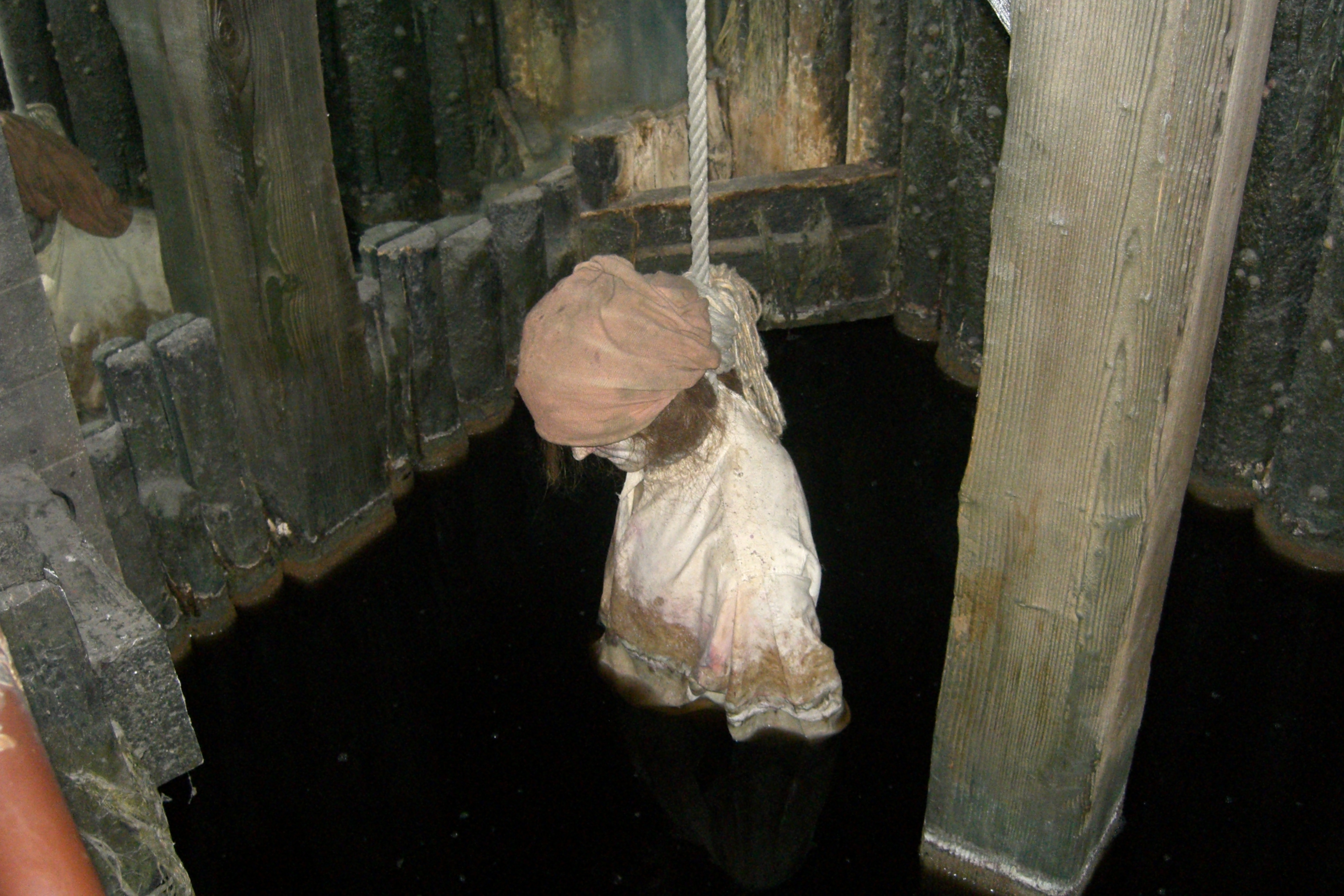
Figura de cera de un pirata ahorcado en el Muelle de Ejecuciones. Museo Madame Tussauds, Londres

Tobacco Dock es un almacén catalogado como Monumento de Grado I, adyacente a The Highway, la carretera de acceso. Fue construido aproximadamente en 1811 y sirvió principalmente como almacén de tabaco importado. En 1990 se convirtió en un centro comercial con un costo de desarrollo de 47 millones de libras esterlinas con la intención de crear el "Covent Garden del East End"; Sin embargo, el plan no tuvo éxito y entró en quiebra. Desde mediados de la década de 1990, el edificio ha estado casi completamente desocupado. Ahora se usa ocasionalmente para filmar y para grandes eventos comerciales y corporativos.
Tres venerables pubs se encuentran cerca de las escaleras. Junto a Pelican Stairs se encuentra el Prospect of Whitby, anteriormente Devil's Tavern, que se proclama (una cuestión muy discutida) como la taberna más antigua junto al Támesis que se conserva. Sea como sea, ha habido una posada en el mismo lugar desde el reinado de Enrique VIII, y es sin duda una de las tabernas más famosas de Londres. Lleva el nombre de un barco minero entonces famoso que solía atracar regularmente en Wapping. Una réplica del antiguo patíbulo del Muelle de Ejecuciones se mantiene en la orilla adyacente, aunque su emplazamiento real estaba más cerca del pub Town of Ramsgate, que también ocupa el solar de una posada del siglo XVI y está ubicado junto a Wapping Old Stairs, al oeste del Prospect; y cerca de Wapping Pier Head, la antigua sede local del servicio de Aduanas e Impuestos Especiales.
Situado a medio camino entre los dos está el Captain Kidd, llamado así por el corsario escocés William Kidd, que fue ahorcado en la playa de Wapping en 1701 después de ser declarado culpable de asesinato y piratería. Aunque el pub ocupa un edificio del siglo XVII, se estableció solo en la década de 1980.

## Personas notables

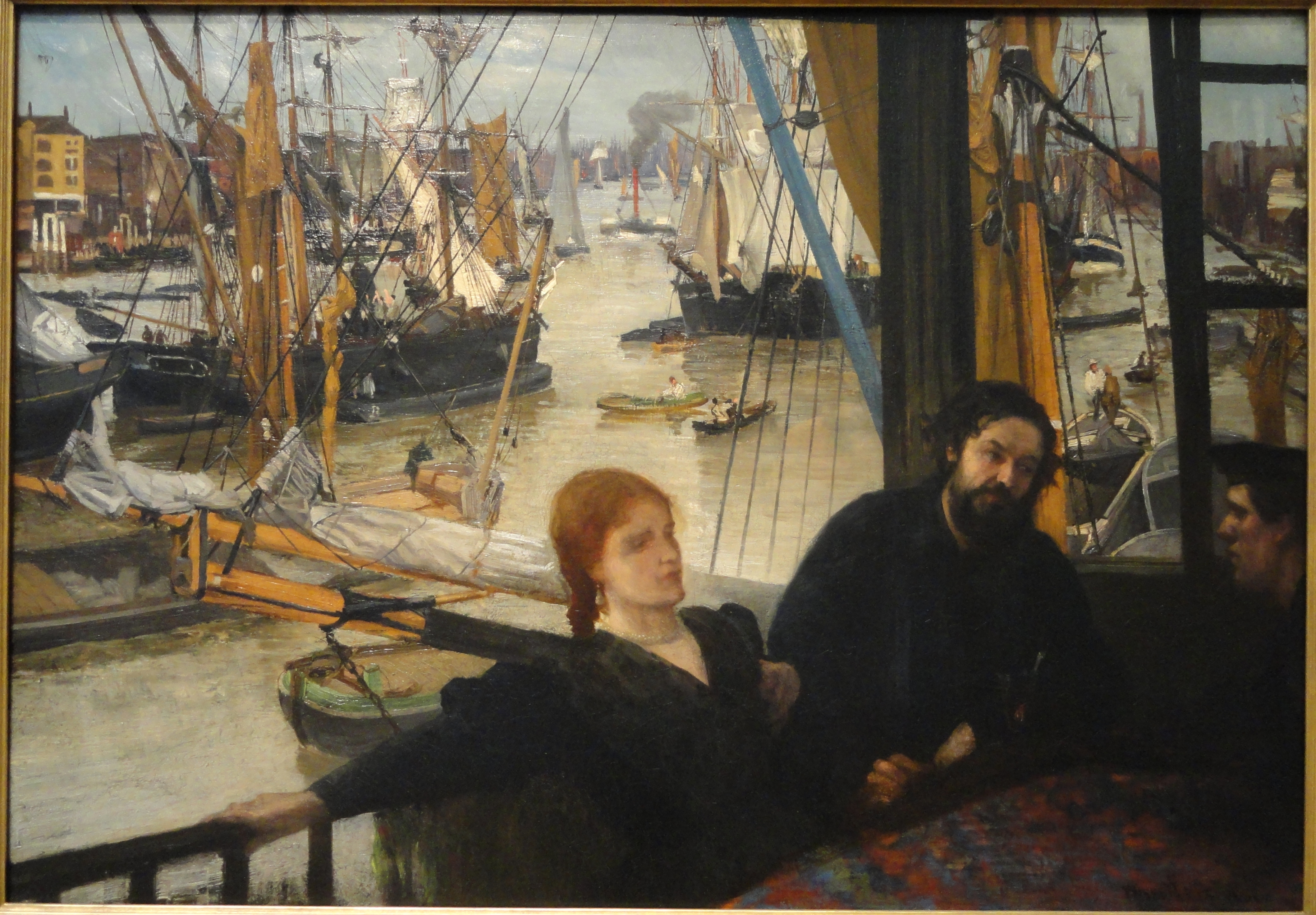
Wapping, por James McNeill Whistler

## Transporte

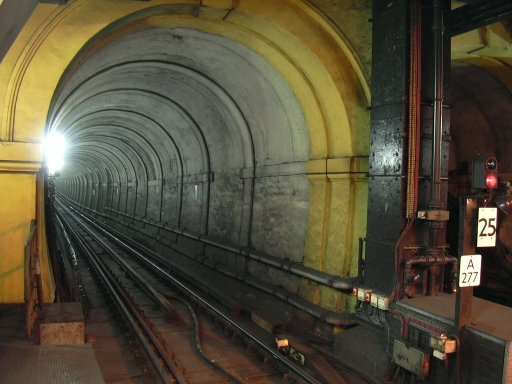
Túnel del Támesis, el primero en el mundo bajo un río navegable